# 松田利冴
松田 利冴（まつだ りさえ、1993年7月16日 - ）は、日本の女性声優。大阪府高槻市出身。アイムエンタープライズ所属。
アーツビジョン所属声優の松田颯水は実妹。颯水とは生年月日が1日違いの双子である。

## 経歴
高校在学3年間に全日本アニソングランプリに妹・颯水と共に出場、2010年の第4回、2011年の第5回では大阪大会を優勝し全国大会に出場した経験を持つ。その後日本ナレーション演技研究所を経てアイムエンタープライズに所属。
2015年1月から3月まで放送された『銃皇無尽のファフニール』で初レギュラーを獲得し、2018年1月放送の『ハクメイとミコチ』で初主演を飾った。

## 人物
颯水とは『怪盗ジョーカー』にてベル&ベラ役、『電波教師』にて双子の小宮流・小宮滝役、『学戦都市アスタリスク』にて双子の兄妹である黎沈雲・黎沈華役、『魔法少女育成計画』にてミナエル・ユナエル役、『アニマエール!』にて双子の根古屋鈴子・根古屋珠子役、『かげきしょうじょ!!』にて双子の沢田千夏・沢田千秋役で姉妹共演を果たしている。また声優として活動する傍ら颯水とライブ活動を行っていた。2021年『チート薬師のスローライフ〜異世界に作ろうドラッグストア〜』にてノエラとエレイン役で、「これだけ話すキャラクター同士で、まったく血縁関係のない役柄での共演は初めてでした」という。
方言は大阪弁。
趣味・スポーツは特撮鑑賞、筋トレ、ダンス、ソフトテニス。特技は歌のハモリ、和太鼓。資格は書道（特待生）。
特撮については、交友のある声優の茜屋日海夏や間島淳司などとプライベートで特撮の話をすることが多い。

## 出演
太字はメインキャラクター。

### テレビアニメ
2014年
- 魔法科高校の劣等生（一高生徒、女子生徒）
- ソードアート・オンラインII（店員NPCロボ）

2015年
- 銃皇無尽のファフニール（シャルロット・B・ロード）
- 怪盗ジョーカー（2015年 - 2016年、ベラ）
- うたの☆プリンスさまっ♪ マジLOVEレボリューションズ（女性ファン、観客）
- 電波教師（小宮滝）
- Dance with Devils（葛葉アズナ）
- 俺がお嬢様学校に「庶民サンプル」としてゲッツされた件（壬生麻矢、メイド）
- アイカツ!（ケンちゃん）
- VALKYRIE DRIVE -MERMAID-（モンロー）

2016年
- ももくり（部員女子A）
- 学戦都市アスタリスク（黎沈華）
- 少年メイド（子供時代の桂一郎）
- 坂本ですが?（女子生徒）
- ラブライブ！サンシャイン!!（2016年 - 2017年、よしみ） - 2シリーズ
- モブサイコ100（ヤンキー女B）
- レガリア The Three Sacred Stars（店主）
- NEW GAME!（れん〈ゆんの弟〉）
- 甘々と稲妻（女子生徒）
- 魔法少女育成計画（ミナエル）
- 競女!!!!!!!!（島田哀）
- タイムボカン24（子供達、女子学生A、女性CM、ラジオ女子アナ、マネージャー 他）
- ドリフェス!（沢村千弦〈子供時代〉）
- 文豪ストレイドッグス（トム）

2017年
- クズの本懐（先輩女子A、美容師、女子生徒）
- 亜人ちゃんは語りたい（店員）
- ALL OUT!!（桜廉平〈幼少期〉）
- アイカツスターズ!（2017年 - 2018年、颯太、小倉渚、観客、女の子、女性、ファン）
- ツインエンジェルBREAK（観客）
- バトルガール ハイスクール（ケイ）
- アクションヒロイン チアフルーツ（ケモミミン）
- NEW GAME!!（れん）
- THE IDOLM@STER Prologue SideM -Episode of Jupiter-（ファン）
- 結城友奈は勇者である（2017年 - 2021年） - 2シリーズ
- キノの旅 -the Beautiful World- the Animated Series（少年、羊D）
- 魔法陣グルグル（時の女神A）

2018年
- 刀使ノ巫女（益子薫）
- 怪獣娘 〜ウルトラ怪獣擬人化計画〜（ガッツ星人）
- ハクメイとミコチ（ハクメイ）
- 宇宙よりも遠い場所（あいな）
- サンリオ男子（幼い祐）
- りゅうおうのおしごと!（男の子）
- おそ松さん（子供）
- ゆるキャン△（2018年 - 2024年、犬山あかり） - 3シリーズ
- アイカツフレンズ!（練馬ねる）
- こみっくがーるず（女性）
- 鹿楓堂よついろ日和（伝蔵の飼い主）
- ラストピリオド -終わりなき螺旋の物語-（レッド）
- 異世界魔王と召喚少女の奴隷魔術（グラスウォーカーB）
- Back Street Girls -ゴクドルズ-（さや）
- キラッとプリ☆チャン（2018年 - 2020年、仙水リコ）
- アニマエール!（根古屋鈴子）
- となりの吸血鬼さん（アニメキャラA）

2019年
- みにとじ（益子薫）
- けものフレンズ2（ヒョウ）
- とある魔術の禁書目録III（母親）
- 同居人はひざ、時々、頭のうえ。（矢坂鳴海）
- 荒野のコトブキ飛行隊（ムサコ）
- 超可動ガール1/6（房伊田ミコト）
- ジョジョの奇妙な冒険 黄金の風（少年D）
- 彼方のアストラ（ルカ・エスポジト）
- アイカツオンパレード!（颯太）
- ぬるぺた（クラスメイトD）

2020年
- パズドラ（2020年 - 2023年、ギン）
- 宝石商リチャード氏の謎鑑定（中田正義〈少年時代〉）
- 歌舞伎町シャーロック（京極冬人〈幼少期〉）
- キングダム（2020年 - 2022年、向） - 2シリーズ
- フルーツバスケット（男の子）
- 遊☆戯☆王SEVENS（2020年 - 2022年、後藤ハント、ハトラップ）
- Lapis Re:LiGHTs（ルキフェル）
- ミュークルドリーミー（2020年 - 2021年、ファンクラ部員B、星野みかこ）
- ムヒョとロージーの魔法律相談事務所（リリー・マシアス）
- 100万の命の上に俺は立っている（2020年 - 2021年、シーカス〈幼少期〉、女子生徒） - 2シリーズ
- くまクマ熊ベアー（カイ）
- ハイキュー!! TO THE TOP（宮侑〈小4〉）

2021年
- 転生したらスライムだった件（エルフF）
- 裏世界ピクニック（緑の子供）
- のんのんびより のんすとっぷ（友人）
- Fairy蘭丸〜あなたの心お助けします〜（幼焔）
- イジらないで、長瀞さん（2021年 - 2023年、女格闘家） - 2シリーズ
- かげきしょうじょ!!（沢田千夏）
- チート薬師のスローライフ〜異世界に作ろうドラッグストア〜（ノエラ）
- おじゃる丸（きー坊）
- 見える子ちゃん（さんかい、化け物）

2022年
- 怪人開発部の黒井津さん（ヒュドラ一姉・三姉）
- 闇芝居
- ヒーラー・ガール（子供達）
- ダンス・ダンス・ダンスール（流鶯〈幼少期〉）
- 遊☆戯☆王ゴーラッシュ!!（2022年 - 2025年、鳩、加山バッドラブ）
- まちカドまぞく 2丁目（南野）
- 咲う アルスノトリア すんっ!（精霊）
- オリエント（種子島しげ）
- 異世界おじさん（生徒）
- デュエル・マスターズ WIN（2022年 - 2023年、ランナー） - 2シリーズ
- クレヨンしんちゃん（2022年 - 2025年、菅田川マサキ、子供A、レイコ、男の子A、ペンギン 他）
- クールドジ男子（女性客）
- 聖剣伝説 Legend of Mana -The Teardrop Crystal-（ティーポ）
- アークナイツ【黎明前奏/PRELUDE TO DAWN】（スカルシュレッダー〈アレックス〉）
- ニンジャラ（仲居）

2023年
- もののがたり（笞）
- Opus.COLORs（幼い響）
- 僕の心のヤバイやつ（下級生A）
- 名探偵コナン（2023年 - 2025年、山田幸子、TVアナウンサー）
- 異世界はスマートフォンとともに。2（キャロライン・リエット）
- 絆のアリル（歌手）
- 山田くんとLv999の恋をする（山田秋斗〈小学生〉）
- 贄姫と獣の王（侍女A、幼いセト）
- AIの遺電子（少女、須堂光〈幼少期〉）
- 呪術廻戦 懐玉・玉折/渋谷事変（枷場美々子）
- ホリミヤ -piece-（女子生徒A）
- オーバーテイク!（女の子、ファンの女の子）
- 東京リベンジャーズ（鶴蝶〈小学生〉）
- 新しい上司はど天然（社員）

2024年
- 戦国妖狐（真介〈幼少期〉）
- 百千さん家のあやかし王子（班目ルイ）
- ふしぎ駄菓子屋 銭天堂（入間謙一、金城梅香）
- 悪役令嬢レベル99 〜私は裏ボスですが魔王ではありません〜（子供）
- SYNDUALITY Noir
- 無職転生 II 〜異世界行ったら本気だす〜（女子生徒G）
- WIND BREAKER（少年）
- バーテンダー 神のグラス（レスリー）
- 恋は双子で割り切れない（古瀬千夏）
- 2.5次元の誘惑（女子生徒B）
- 僕の妻は感情がない（西園寺リヒト）
- 結婚するって、本当ですか（大原晴子）
- 七つの大罪 黙示録の四騎士（少年キオン）
- 魔王2099（女子生徒A）
- ドラえもん（テレビ朝日版第2期）（2024年 - 2025年、通行人B、靴下右・左）

2025年
- 花は咲く、修羅の如く（子ども）
- ハニーレモンソーダ（みずき）
- トリリオンゲーム（女優）
- 青のミブロ（京八陽太郎〈幼少期〉）
- キミとアイドルプリキュア♪（みゆの母、放送部員、同級生、研究会会員、貴島つむぐ 他）
- 未ル わたしのみらい（アダム）
- スライム倒して300年、知らないうちにレベルMAXになってました ～そのに～（男子生徒A）
- プリンセッション・オーケストラ（奏美えな）
- SAKAMOTO DAYS（店員）
- カラオケ行こ!（女子部員2）
- TO BE HERO X（シャオチャン / リトルジョニー〈子供〉）
- 帝乃三姉妹は案外、チョロい。（被害者）

### 劇場アニメ
- Dance with Devils-Fortuna-（2017年、葛葉アズナ[44]）
- ラブライブ!サンシャイン!! The School Idol Movie Over the Rainbow（2019年、よしみ）
- 劇場版 誰ガ為のアルケミスト（2019年、少年）
- 劇場版 呪術廻戦 0（2021年、枷場美々子[45]）
- 映画 ゆるキャン△（2022年、犬山あかり）
- ククリレイジュ -三星堆伝奇-（時期不明、ルーク[46]）

### OVA
- ストライク・ザ・ブラッド II（2016年、看護師）
- 怪獣娘（黒）〜ウルトラ怪獣擬人化計画〜（2018年、ガッツ星人）
- 蒼穹のファフナー THE BEYOND（2019年 - 2020年、皆城朔夜[47]）

### Webアニメ
- けい太くんの電車の安全・マナー教室（2016年、男の子）[48]
- 約束の七夜祭り（2018年、咲）
- ガンダムビルドダイバーズRe:RISE（2020年、サウィ）
- The Missing 8（2021年、エモリー[49]）
- ジュエルペット あたっくとらべる!（2022年、おサル[50][51]）
- POKÉTOON（2024年 - 2025年、ナゾノクサ[52]、キマワリ[52]、ヒノアラシ[53]） - 2作品[一覧 8]
- タコピーの原罪（2025年、高校生[初出 24]）

### ゲーム
2013年
- メタルマックス4 月光のディーヴァ（ボニエ）

2014年
- 御城プロジェクト（福山館、松前城、佐和山城、若松城）

2015年
- クイズRPG 魔法使いと黒猫のウィズ（ナゴミ・オソドリ、クロ侍女）
- ザクセスヘブン（樒榁巳）
- 白猫プロジェクト（2015年 - 2022年、コッペリア・ゼペット、レガート・ミーステル）
- 妖怪百姫たん!（牛頭、あかなめ）

2016年
- 御城プロジェクト:RE（福山館、松前城、佐和山城、若松城）
- 学戦都市アスタリスクフェスタ 鳳華絢爛（黎沈華）
- 学戦都市アスタリスクフェスタ 煌めきのステラ（黎沈華）
- ピリオドゼロ（茜未来）
- ユバの徴（ヤイカル、ビシャール、タラコナ）

2017年
- 追放選挙（蓼宮アーシャ）
- 天華百剣 -斬-（千人切）

2018年
- 装甲娘（ヒナガタ ミヤコ、アーロン ベル）
- グルーヴコースター3EX ドリームパーティー（茜未来）
- 刀使ノ巫女 刻みし一閃の燈火（益子薫）
- ぎゃる☆がん2（近藤ちる）
- StraStella（アンナ）
- Dance with Devils My Carol（葛葉アズナ）
- モン娘☆は〜れむ（ガッツ星人(ミコ)）
- ルナプリ from 天使帝國（ナナ）
- LOST TRIGGER（ローゼ）

2019年
- 共闘ことばRPG コトダマン（イマシメアリー）
- ラブライブ！ スクールアイドルフェスティバル ALL STARS（よしみ）

2020年
- 東方スペルバブル（パチュリー・ノーレッジ）

2021年
- 装甲娘 ミゼレムクライシス（マッドバイソン）
- 東方ダンマクカグラ（比那名居天子）
- ラピスリライツ 〜この世界のアイドルは魔法が使える〜（ルキフェル）

2023年
- ファイアーエムブレム エンゲージ（ジャン）
- ストリートファイター6（市民）
- ソードアート・オンライン ラスト リコレクション（ユナ）

2024年
- 18TRIP
- メタファー：リファンタジオ
- カルドアンシェル（近藤ちる、デモンド / ユウゴート / リヴァルマージン、アルラウネ）
- 鳴潮（散華）

2025年
- 無期迷途（パルギア)

### ドラマCD
- 銃皇無尽のファフニール ドラマCD「学園長の野望」（2015年、シャルロット・B・ロード）
- Trinity Tempo（2015年、虎谷大河[80]）
- カラーレシピ（2016年、女子学生[81]）
- まほろばデイズ（2016年、景太郎（子供時代）[82]）
- 学園キノ（2020年、女子生徒 / 魔物） - 『キノの旅 -the Beautiful World- the Animated Series』BD BOX特典CD[83]

### 吹き替え
- 戦場のメロディ（オ・スニ）
- アダムス・ファミリー（2020年、ライラ[84]）
- ファイヤーバディ（2023年 - 、ゲージ、ブリジット[85]）
- 龍族 -The Blazing Dawn-（2024年、女性店員）

### テレビドラマ
- ウルトラシリーズ
  - ウルトラマントリガー NEW GENERATION TIGA（2021年、デバンの声）
  - ウルトラマン クロニクルD（2022年、マスコット小怪獣デバンの声[86]）

### ラジオ
※はインターネット配信。
- A&G NEXT BREAKS FIVE STARS（2015年 - 2019年、文化放送超!A&G+※）[87]
- 松田的超英雄電波（2016年 - 2018年、ラジオ関西・ニコニコ生放送※）[88]
- ハクメイとミコチ ラジオの日（2018年、音泉※）[89]

### テレビ番組
※はインターネット配信。
- GirlsNews〜声優（2015年4月3日 - 2016年3月3日、Pigoo）MC
- アニメマシテ（2016年1月11日・1月18日、テレビ東京）MC
- 松田的超英雄電波。（2018年 - 、ニコニコ生放送 あみあみチャンネル ⇒ Youtubeチャンネル 女性声優×特撮 松田的超英雄電波。※）
- 松田利冴と遊んでおくれよ。（2019年 - 、ニコニコ生放送※）
- サディ★キャンのゲームするぞっ！（2020年、YouTube※）
- 愉快なキャラたちがワイプで見守る話 シーズン1 味噌だけで10 本いきます（2024年8月9日・16日、9月20日・27日、CBC） - 亀芳・パリブレスト・りつ役 (project758)

### 映像商品
- 佳村はるかと松田利冴の1日リア充体験旅（2016年）

### その他コンテンツ
- Project758（亀芳・パリブレスト・りつ[90]）
  - Project758「シークレット・ウォーター / 少年ミリオン（平子〈CV：大西沙織〉、きよめ〈CV：小澤亜李〉、りつ〈CV：松田利冴〉）」「オカシなホテル / 亀芳パリブレストりつ（CV：松田利冴）」（歌唱）
- ガールズラジオデイズ（徳若実希[91]）
- 朗読劇「刀使ノ巫女 清夏奉燈」（2021年、益子薫[92]）

## ディスコグラフィ

### キャラクターソング
| 発売日   | 商品名                                                  | 歌 | 楽曲                                                           | 備考                                                                                       |
| 2016年   | 2016年                                                  | 2016年 | 2016年                                                         | 2016年                                                                                     |
| -------- | ------------------------------------------------------- | --- | -------------------------------------------------------------- | ------------------------------------------------------------------------------------------ |
| 11月23日 | Musica Magica                                           | ミナエル（松田利冴）、ユナエル（松田颯水）、たま（西明日香）                                                                                                   | 「ピーキーわんだふる！」                                       | テレビアニメ『魔法少女育成計画』関連曲                                                     |
| 2018年   |                                                         | |                                                                |                                                                                            |
| 1月24日  | Save you Save me                                        | 衛藤可奈美（本渡楓）、十条姫和（大西沙織）、柳瀬舞衣（和氣あず未）、糸見沙耶香（木野日菜）、益子薫（松田利冴）、古波蔵エレン（鈴木絵理）                       | 「Save you Save me」                                           | テレビアニメ『刀使ノ巫女』オープニングテーマ                                               |
| 1月24日  | 心のメモリア                                            | 衛藤可奈美（本渡楓）、十条姫和（大西沙織）、柳瀬舞衣（和氣あず未）、糸見沙耶香（木野日菜）、益子薫（松田利冴）、古波蔵エレン（鈴木絵理）                       | 「心のメモリア」                                               | テレビアニメ『刀使ノ巫女』エンディングテーマ                                               |
| 1月31日  | Journey to the Sunshine                                 | Aqoursと浦の星の仲間たち | 「勇気はどこに？君の胸に！」                                   | テレビアニメ『ラブライブ！サンシャイン!!』第2期エンディングテーマ                          |
| 2月21日  | 怪獣娘〜ウルトラ怪獣擬人化計画〜2期主題歌 Soul-ride ON! | アギラ（飯田里穂）、キングジョー（三森すずこ）、ガッツ星人（松田利冴）                                                                                         | 「Soul-ride ON!」                                              | テレビアニメ『怪獣娘 〜ウルトラ怪獣擬人化計画〜』第2期エンディングテーマ                   |
| 4月25日  | 巫女ノ歌〜伍〜                                          | 益子薫（松田利冴） | 「えぶりでい・ほりでい」 「Save you Save me」 「心のメモリア」 | テレビアニメ『刀使ノ巫女』関連曲                                                           |
| 5月23日  | 進化系Colors                                            | 衛藤可奈美（本渡楓）、十条姫和（大西沙織）、柳瀬舞衣（和氣あず未）、糸見沙耶香（木野日菜）、益子薫（松田利冴）、古波蔵エレン（鈴木絵理）                       | 「進化系Colors」                                               | テレビアニメ『刀使ノ巫女』オープニングテーマ                                               |
| 5月23日  | 未来エピローグ                                          | 衛藤可奈美（本渡楓）、十条姫和（大西沙織）、柳瀬舞衣（和氣あず未）、糸見沙耶香（木野日菜）、益子薫（松田利冴）、古波蔵エレン（鈴木絵理）                       | 「未来エピローグ」                                             | テレビアニメ『刀使ノ巫女』エンディングテーマ                                               |
| 6月27日  | 刀使ノ巫女 BD・DVD第3巻特典CD                           | 糸見沙耶香（木野日菜）、益子薫（松田利冴） | 「月色花火」                                                   | テレビアニメ『刀使ノ巫女』関連曲                                                           |
| 2020年   |                                                         | |                                                                |                                                                                            |
| 2月5日   | START the MAGIC HOUR                                    | Sadistic★Candy | 「Are Many Chance!!!」 「VIVIらぷ」                            | ゲーム『ラピスリライツ 〜この世界のアイドルは魔法が使える〜』関連曲                        |
| 4月29日  | 百華繚乱 弐                                             | 千人切（松田利冴）、天光丸（中恵光城）、風鎮切光代（小原好美）                                                                                                 | 「踊らにゃSong♪Song♪御華見音頭」                               | ゲーム『天華百剣 -斬-』関連曲                                                              |
| 7月8日   | 私たちのSTARTRAIL/プラネタリウム                        | ラピスリライツ・スターズ | 「私たちのSTARTRAIL」                                          | テレビアニメ『Lapis Re:LiGHTs』オープニングテーマ                                          |
| 12月23日 | SKY FULL of MAGIC                                       | Sadistic★Candy | 「ポジティブ★パラダイス」                                      | テレビアニメ『Lapis Re:LiGHTs』挿入歌                                                      |
| 12月23日 | SKY FULL of MAGIC                                       | Sadistic★Candy | 「ピンク色の曇天」                                             | 『ラピスリライツ 〜この世界のアイドルは魔法が使える〜』関連曲                              |
| 12月23日 | SKY FULL of MAGIC                                       | ラピスリライツ・スターズ | 「私の名は、光。」                                             | 『ラピスリライツ 〜この世界のアイドルは魔法が使える〜』関連曲                              |
| 2021年   |                                                         | |                                                                |                                                                                            |
| 7月28日  | マイニチカシマシファーマシー                            | ノエラ（松田利冴）、ミナ（熊田茜音）with 桐尾礼治（福島潤） | 「マイニチカシマシファーマシー」                               | テレビアニメ『チート薬師のスローライフ〜異世界に作ろうドラッグストア〜』エンディングテーマ |
| 7月28日  | マイニチカシマシファーマシー                            | ノエラ（松田利冴）、ミナ（熊田茜音） | 「ポーションが欲しくなる歌」                                   | テレビアニメ『チート薬師のスローライフ〜異世界に作ろうドラッグストア〜』関連曲             |
| 8月25日  | 星の旅人/シナヤカナミライ/薔薇と私                      | 星野薫（大地葉）、沢田千夏（松田利冴）、沢田千秋（松田颯水）                                                                                                   | 「薔薇と私」                                                   | テレビアニメ『かげきしょうじょ!!』エンディングテーマ                                       |
| 9月29日  | かげきしょうじょ!! 音楽集                               | 渡辺さらさ（千本木彩花）、奈良田愛（花守ゆみり）、杉本紗和（上坂すみれ）、星野薫（大地葉）、山田彩子（佐々木李子）、沢田千夏（松田利冴）、沢田千秋（松田颯水） | 「桜吹雪舞うなかに」                                           | テレビアニメ『かげきしょうじょ!!』関連曲                                                   |
| 9月29日  | かげきしょうじょ!! 音楽集                               | 沢田千夏（松田利冴） | 「桜吹雪舞うなかに」                                           | テレビアニメ『かげきしょうじょ!!』関連曲                                                   |
| 2022年   |                                                         | |                                                                |                                                                                            |
| 10月26日 | Everlasting Magic                                       | Sadistic★Candy | 「Twinkle Candy Carnival」                                     | ゲーム『ラピスリライツ 〜この世界のアイドルは魔法が使える〜』関連曲                        |

### その他参加楽曲
| 発売日         | 商品名                                                         | 歌         | 楽曲                                              | 備考                                             |
| -------------- | -------------------------------------------------------------- | ---------- | ------------------------------------------------- | ------------------------------------------------ |
| 2015年11月18日 | TVアニメ『モンスター娘のいる日常』オリジナル・サウンドトラック | ANM48      | 「エブリデイけもみみ」 「狩りたかった」           | テレビアニメ『モンスター娘のいる日常』挿入歌     |
| 2015年12月28日 | 無限大の未来へ/Twinkle Collector                               | FIVE STARS | 「無限大の未来へ」 「Twinkle Collector」          | ラジオ『A&G NEXT BREAKS FIVE STARS』テーマソング |
| 2016年2月24日  | 電波教師 7 完全生産限定版 Blu-ray Disc/DVD 特典CD              | 松田利冴   | 「家族の絆だ ファミリンジャー（オリジナルVer.）」 | テレビアニメ『電波教師』挿入歌                   |
| 2016年12月29日 | Bright Future/夕焼けオレンジ                                   | FIVE STARS | 「Bright Future」 「夕焼けオレンジ」              | ラジオ『A&G NEXT BREAKS FIVE STARS』テーマソング |
| 2019年2月4日   | Magic Hour p.m.8/ラブラブのテーマ                              | FIVE STARS | 「Magic Hour p.m.8」 「ラブラブのテーマ」         | ラジオ『A&G NEXT BREAKS FIVE STARS』テーマソング |